# Palais Rottal

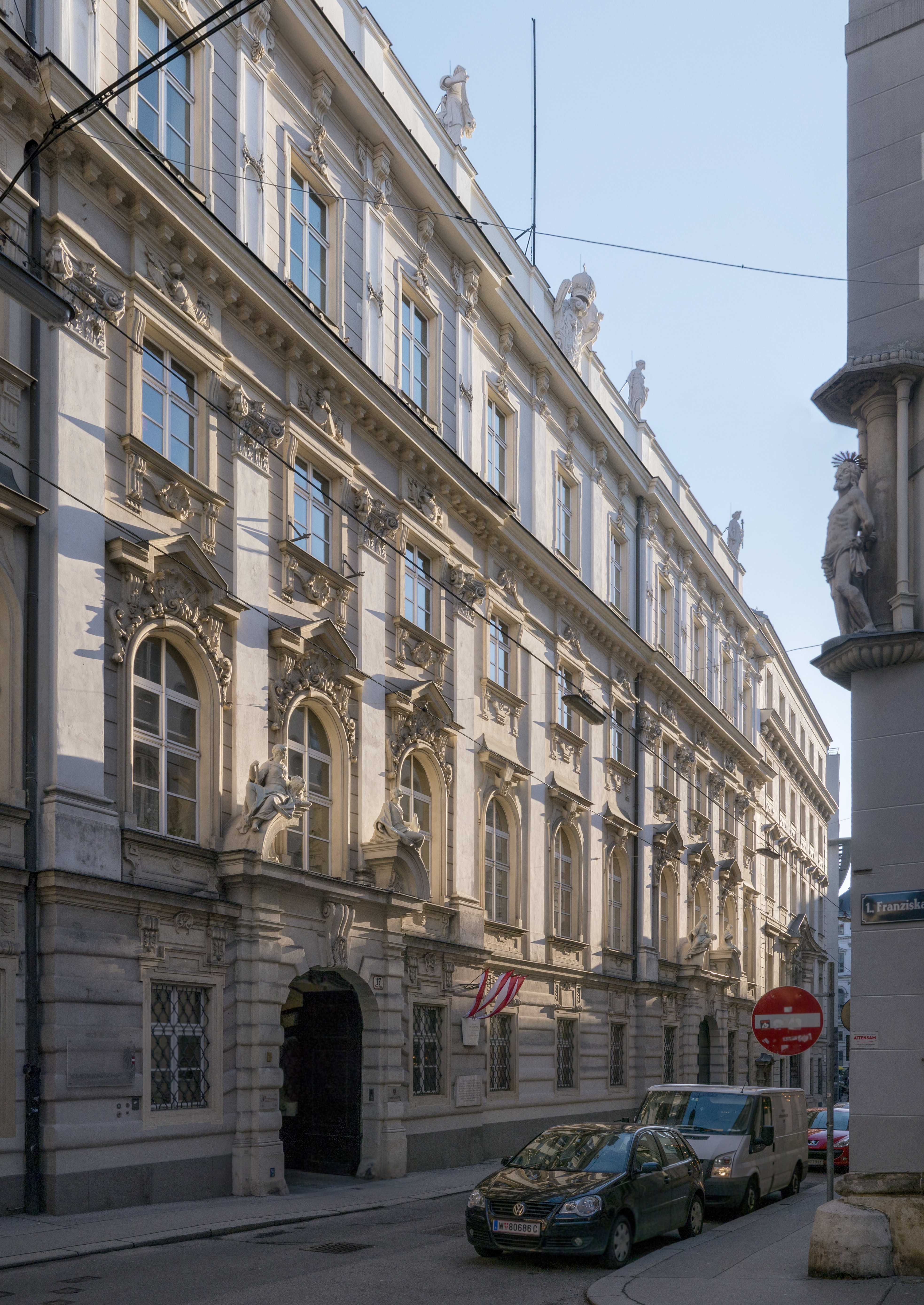
Palais Rottal von der Singerstraße aus gesehen mit Heiligenfigur des Franziskanerklosters

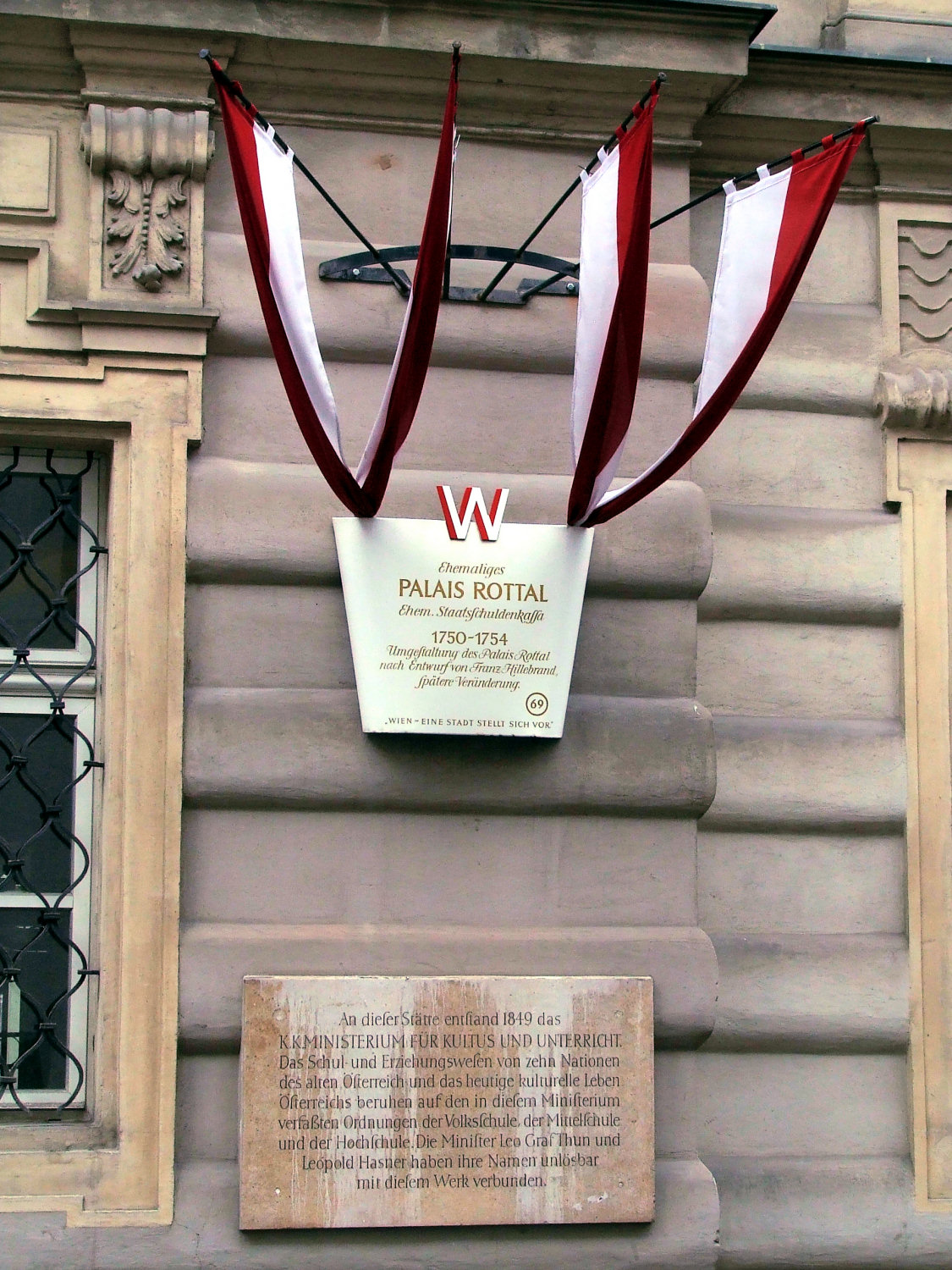
Informationstafeln am Palais Rottal. In der oberen wird fälschlicherweise Franz Anton Hillebrand als für den Umbau verantwortlich angegeben.

Das Palais Rottal ist ein Palais im 1. Wiener Gemeindebezirk. Es befindet sich an der Kreuzung Singerstraße / Grünangergasse. Das Palais beherbergt heute die Volksanwaltschaft und die Finanzprokuratur.

## Die ursprünglichen Gebäude

### Das ursprüngliche Palais Rottal
Das ursprüngliche Palais Rottal wurde vermutlich zwischen 1667 und 1683 durch Umbau des Vorgängerbaus errichtet. Obwohl der Name des Architekten nicht bekannt ist, wird das Gebäude Giovanni Pietro Tencalla zugeschrieben, welcher in diesem Zeitraum für die Familie Rottal als Architekt tätig war.
Von diesem Gebäude sind lediglich die beiden Portale und das Vestibül erhalten.

### Das Billiotte'sche Stiftungshaus
Franz Billiotte war gebürtiger Franzose und Leibarzt von Kaiser Leopold I. Er wurde 1665 im Auftrag der niederösterreichischen Stände nach Wien berufen, um einen botanischen Garten für wissenschaftliche Zwecke einzurichten. Billiotte setzte sich sehr für die Armen ein und stiftete dazu auch das oben genannte Gebäude. In diesem Haus erhielten die Armen Wohnung und Verpflegung, außerdem hielt Billiotte darin auch unentgeltlich Ordination ab. Nach Billiottes Tod ging das Gebäude in eine Stiftung über, die das Fortbestehen des Gebäudes für die Armen garantieren sollte.
Das Haus wurde vermutlich vor 1733 vom Vorarlberger Architekten Anton Ospel umgestaltet/renoviert. Es handelte sich dabei um einen schlichten vierstöckigen Bau mit üppig gestaltetem Portal.
1741 fiel die Stiftung dem Dreifaltigkeitsspital und 1745 gemeinsam mit diesem dem vereinigten Spanischen Spital zu. Um etwa diese Zeit ging sowohl das Stiftungshaus als auch das Palais Rottal in den Besitz der Wiener Stadtbank (Wiener Stadt-Banco) über.

## Umbau und Zusammenfassung der Gebäude

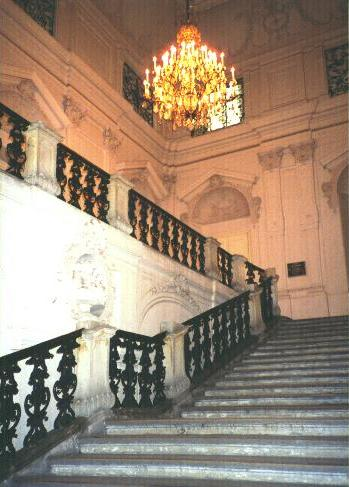
Treppenhaus

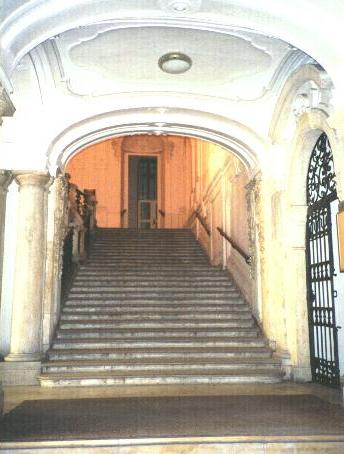
Vom Foyer zum Treppenhaus

Nach dem Erwerb durch die Stadtbank kam es im Jahre 1752 zu einem großen Umbau des ursprünglichen Palais. Ausführender Architekt war Franz Anton Pilgram, ein Schüler von Johann Lucas von Hildebrandt. Das Palais wurde um ein Stockwerk erhöht, außerdem kam es zur Schaffung eines großen zentralen Innenhofs. Ein Meisterstück der Wiener Barockbaukunst ist die Prunktreppe, die sehr langen Stiegenstaffeln aus dem harten Kaiserstein wurden aus Kaisersteinbruch von den Meistern Elias Hügel und Johann Baptist Regondi geliefert.
Die Fassade wurde ebenfalls opulent umgestaltet und ist größtenteils in dieser Form noch heute erhalten.
Einige Jahre nach dem Umbau des Palais wurde dieses mit dem Stiftungshaus zu einem einheitlichen Bau zusammengefasst. Hierzu wurde unter anderem die Fassade des Stiftungshauses der des Palais angeglichen, außerdem wurde ein nördlich des Stiftungshauses gelegenes Gebäude in den Gebäudekomplex integriert.

## Weitere bauliche Veränderungen
Ab 1842 wurde bei neuerlichen Umbauarbeiten das Gebäude um ein Stockwerk erhöht. Außerdem wurde am neuen Stockwerk eine Attika angebracht. Auf dieser wurden Figuren angebracht, die zuvor am Winterpalais des Prinzen Eugen in der Himmelpfortgasse verwendet wurden.
Ab 1849 beherbergte das Palais das neu gegründete, von Leo von Thun-Hohenstein geführte k.k. Ministerium für Cultus und Unterricht, bevor es in späteren Jahrzehnten des 19. Jahrhunderts als Sitz der Finanzverwaltung diente.
1903/1904 erfolgte der letzte größere Umbau. Hierzu wurden in der Kumpfgasse zwei Häuser abgerissen, um den Zubau des Hintertrakts zum Palais zu ermöglichen. Zusätzlich zur Finanzverwaltung diente das Gebäude auch ihr nahestehenden Stellen, wie zum Beispiel der Staatsschuldenkassa, bis zum Ende des Zweiten Weltkriegs als Amtsgebäude.
Nach dem Zweiten Weltkrieg nutzte das Zentralbesoldungsamt das Gebäude.
Nach mehrjähriger Renovierung wird das Gebäude seit März 1981 teilweise von der Finanzprokuratur und der restliche Teil seit 1983 von der Volksanwaltschaft genutzt.